# St. Matthäus (Romschütz)

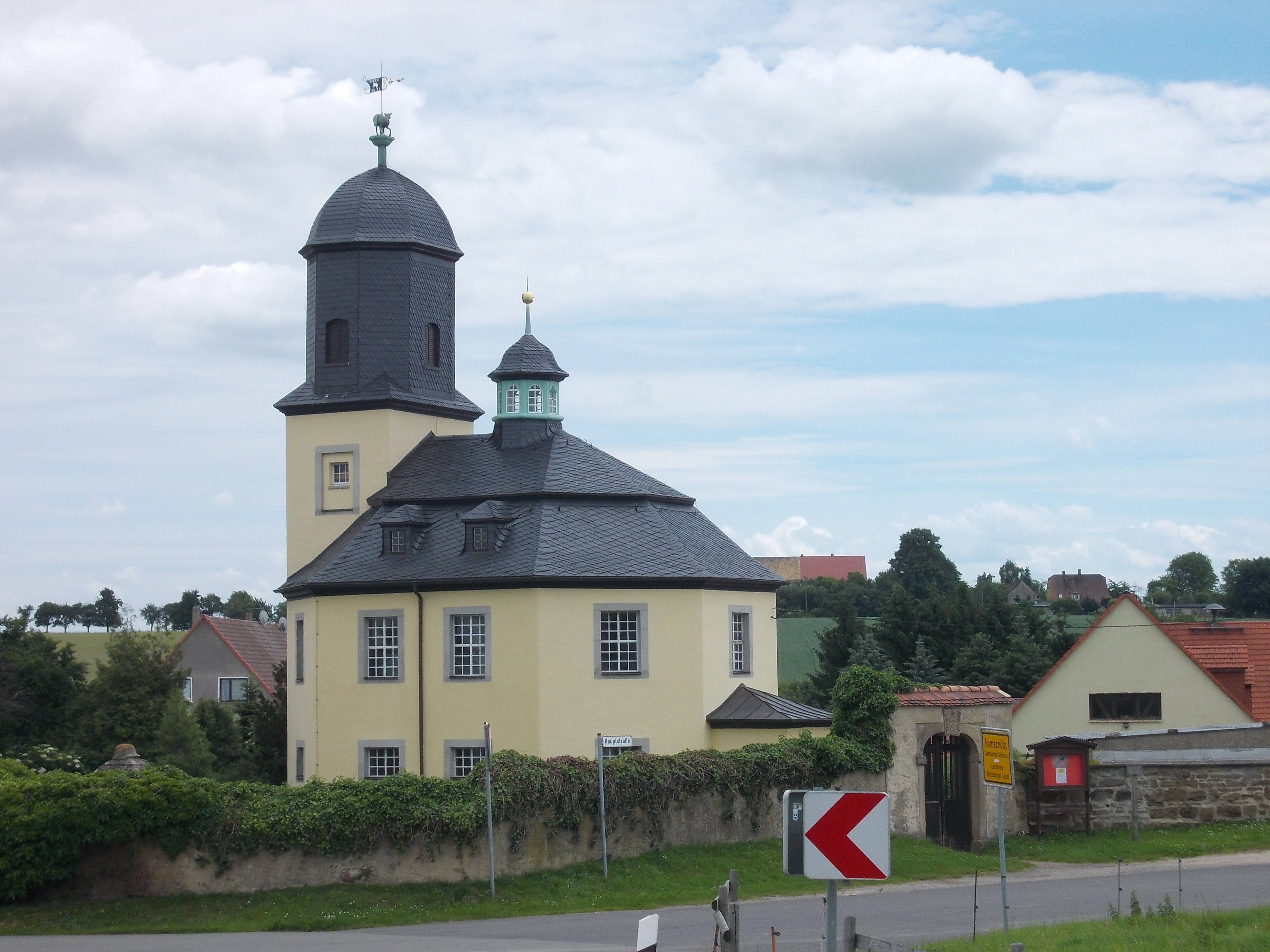
Die St. Matthäuskirche

Die evangelisch-lutherische Kirche St. Matthäus steht im Ortsteil Romschütz der Gemeinde Göhren im Landkreis Altenburger Land in Thüringen. Sie gehört zur Evangelisch-Lutherischen Kirchgemeinde Altenburg im Kirchenkreis Altenburger Land der Evangelischen Kirche in Mitteldeutschland.

## Geschichte
Die Dorfkirche wurde auf dem Gelände der 1725 abgebrochenen Kirche in der Zeit bis 1737 durch Gottfried Samuel Vater im Stil des Barock errichtet. Die Einweihung fand 1737 statt.

## Architektur

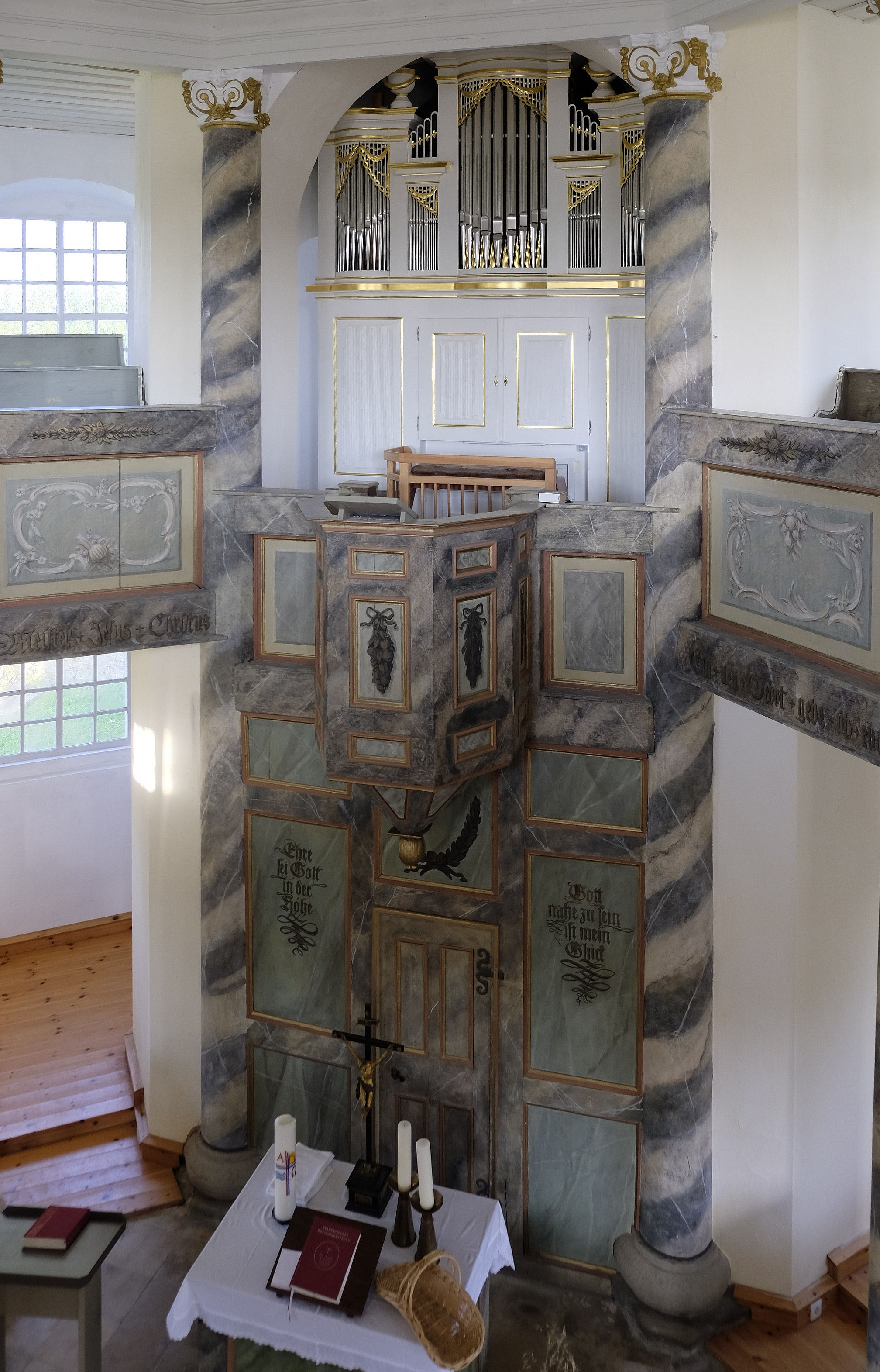
St. Matthäus in Romschütz, Kanzelaltar mit Orgel, Ansicht des von südwestlicher Empore

Das Kirchenschiff ist ein schwach längs gestreckter achteckiger Zentralbau. Im Osten wurden Reste der Vorgängerin einbezogen. Darüber steht ein quadratischer Kirchturm mit achteckigen verschiefertem Aufsatz. Die Turmhaube ist aus dem Jahr 1733 mit einem Lamm aus Kupfer als Sockel für die Wetterfahne.
Der Innenraum besitzt eine hölzerne Decke sowie eine eingeschossige Empore. Sie ist auf Säulen gelagert. Der Kanzelaltar und die Orgel, ein Werk von Christian Friedrich Poppe d. J. aus dem Jahr 1824, befinden sich an der Ostseite. An der Westseite ist eine Patronatsloge angebracht.